# Présidence italienne du Conseil de la Communauté économique européenne en 1959
 (juin 2018).
Si vous disposez d'ouvrages ou d'articles de référence ou si vous connaissez des sites web de qualité traitant du thème abordé ici, merci de compléter l'article en donnant les références utiles à sa vérifiabilité et en les liant à la section « Notes et références ».
La présidence italienne du Conseil de la Communauté économique européenne (CEE) en 1959 est la quatrième présidence du Conseil de la Communauté économique européenne de l’histoire de l’Union européenne et la première de l'Italie.
Elle est précédée par la présidence française de la première partie de 1959 et suivie par la présidence luxembourgeoise à partir du 1er janvier 1960.

## Sources

## Compléments